# Сан-Рафаель (Каліфорнія)
Сан-Рафаель (англ. San Rafael) — місто (англ. city) в США, в окрузі Марін штату Каліфорнія. Населення — 61 271 особа (2020).

## Географія
Сан-Рафаель розташований за координатами 37°58′52″ пн. ш. 122°30′25″ зх. д. / 37.98111° пн. ш. 122.50694° зх. д. (37.981003, -122.506930).  За даними Бюро перепису населення США в 2010 році місто мало площу 58,07 км², з яких 42,66 км² — суходіл та 15,42 км² — водойми.

### Клімат
| Клімат : Сан-Рафаель  | Клімат : Сан-Рафаель | Клімат : Сан-Рафаель | Клімат : Сан-Рафаель | Клімат : Сан-Рафаель | Клімат : Сан-Рафаель | Клімат : Сан-Рафаель | Клімат : Сан-Рафаель | Клімат : Сан-Рафаель | Клімат : Сан-Рафаель | Клімат : Сан-Рафаель | Клімат : Сан-Рафаель | Клімат : Сан-Рафаель | Клімат : Сан-Рафаель |
| Показник              | Січ.                 | Лют.                 | Бер.                 | Квіт.                | Трав.                | Черв.                | Лип.                 | Серп.                | Вер.                 | Жовт.                | Лист.                | Груд.                | Рік                  |
| Середній максимум, °C | 12,8                 | 15,6                 | 17,8                 | 19,4                 | 21,7                 | 25,0                 | 26,7                 | 26,7                 | 26,1                 | 22,8                 | 17,8                 | 12,8                 | 20,4                 |
| Середній мінімум, °C  | 5,6                  | 6,7                  | 7,2                  | 8,3                  | 10,0                 | 11,7                 | 12,8                 | 12,8                 | 12,2                 | 10,6                 | 7,8                  | 5,0                  | 9,2                  |
| Норма опадів, мм      | 174                  | 200                  | 106                  | 44                   | 24                   | 4                    | 0                    | 1                    | 3                    | 33                   | 77                   | 152                  | 817                  |
| Днів з опадами        | 12,2                 | 10,9                 | 9,7                  | 5,7                  | 3,4                  | 1,1                  | 0                    | ,1                   | 1,0                  | 3,4                  | 6,4                  | 10,4                 | 64,3                 |
| --------------------- | -------------------- | -------------------- | -------------------- | -------------------- | -------------------- | -------------------- | -------------------- | -------------------- | -------------------- | -------------------- | -------------------- | -------------------- | -------------------- |
| Джерело: NOAA         |                      |                      |                      |                      |                      |                      |                      |                      |                      |                      |                      |                      |                      |

## Демографія
Згідно з переписом 2010 року, у місті мешкало 57 713 осіб у 22 764 домогосподарствах у складі 12 982 родин. Густота населення становила 994 особи/км².  Було 24011 помешкання (413/км²).
Расовий склад населення:
| - 70,6 % — білих - 6,1 % — азіатів - 2,0 % — чорних або афроамериканців - 1,2 % — корінних американців - 0,2 % — вихідців з тихоокеанських островів - 14,8 % — осіб інших рас |

До двох чи більше рас належало 5,1 %. Частка іспаномовних становила 30,0 % від усіх жителів.
За віковим діапазоном населення розподілялося таким чином: 19,3 % — особи молодші 18 років, 64,9 % — особи у віці 18—64 років, 15,8 % — особи у віці 65 років та старші. Медіана віку мешканця становила 40,2 року. На 100 осіб жіночої статі у місті припадало 99,7 чоловіків;  на 100 жінок у віці від 18 років та старших — 98,1 чоловіків також старших 18 років.
Середній дохід на одне домашнє господарство  становив 119 274 долари США (медіана — 77 294), а середній дохід на одну сім'ю — 143 346 доларів (медіана — 100 503). Медіана доходів становила 60 313 долари для чоловіків та 59 558 доларів для жінок. За межею бідності перебувало 13,2 % осіб, у тому числі 18,5 % дітей у віці до 18 років та 6,6 % осіб у віці 65 років та старших.
Цивільне працевлаштоване населення становило 29 919 осіб. Основні галузі зайнятості: освіта, охорона здоров'я та соціальна допомога — 20,3 %, науковці, спеціалісти, менеджери — 19,2 %, мистецтво, розваги та відпочинок — 12,1 %, роздрібна торгівля — 11,0 %.

## Економіка

### Найбільші работодавці
Згідно щорічного фінансового звіту міста, станом на 2010 рік найбільшими работодавцями були:
| #  | Работодавець                       | Кількість працівників |
| -- | ---------------------------------- | --------------------- |
| 1  | Kaiser Permanente                  | 1330                  |
| 2  | Autodesk                           | 928                   |
| 3  | Comcast                            | 619                   |
| 4  | Місто Сан-Рафаель                  | 592                   |
| 5  | Safeway                            | 452                   |
| 6  | Macy's                             | 450                   |
| 7  | MHN                                | 350                   |
| 8  | Bradley Real Estate                | 350                   |
| 9  | Dominican University of California | 336                   |
| 10 | Guide Dogs for the Blind           | 280                   |